# Евфимия Великопольская
Евфимия Великопольская (пол. Eufemia Odonicówna; 1230/1239 — 15 февраля 1281/1287) — княгиня Опольско-ратиборская, супруга князя Владислава Опольского .

## Биография
Евфимия была младшим ребенком великопольского князя Владислава Одонича и его жены Ядвиги, происхождение которой точно не известно. Существуют три версии. Согласно наиболее популярной у историков и в генеалогических сайтах, Ядвига принадлежала к померельской династии Самборидов и была дочерью князя Мстивоя I.  По второй, она принадлежала к чешской династии Пржемысловичей и была дочерью маркграфа Моравского Владислава Йиндржиха,  сына короля Чехии Владислава I.  Наконец, третья гипотеза считает ее немкой из Андексской династии.
Дата рождения Евфимии неизвестна. Согласно одним источникам, она родилась около 1230 года. . Вероятнее всего она родилась в 1230-е годы, что соответствует датам рождения ее братьев и сестер и датам смерти ее родителей. .
В 1251 году Евфимия вышла замуж за князя опольско-ратиборского Владислава. Этот брак стал частью политического соглашения, заключенного Владиславом с братьями Евфимии,  великопольскими князьями Пшемыслом I и Болеславом Набожным. Пара состояла в четвертой степени родства, поэтому для заключения брака им требовалось разрешение папы. Неизвестно, получили ли они папское разрешение.
В 1258 году Евфимия и ее муж основали цистерцианcкий монастырь в Руди. В 1281 году они субсидировали премонстрантов.
Евфимия умерла 15 февраля в течение года после 1281 года  или в 1287 году. 

## Семья
В 1251 году Евфимия Великопольская вышла замуж за князя  Владислава Опольского (ок. 1225 ― 27 августа или 13 сентября 1281/1282. Дети от этого брака:
- Мешко I (1252/1256 ― 1314/1315), князь цешинский;
- Казимир II (1253/1257 ― 10 марта 1312), князь бытомский;
- Болеслав I (1254/1258 ― 14 мая1313), князь опольский;
- Пшемыслав (1258/1268 ― 7 мая 1306), князь ратиборский;
- Констанция (ок.1265 ― ок. 1351), жена с 1277/1280 по 1287 год князя вроцлавского и князя-принцепса  Польши Генриха IV Пробуса (1257/1258—1290).